# ۷۱۳ (پیش از میلاد)
۷۱۳ (پیش از میلاد) ۷۱۳مین سال قبل از تقویم میلادی است.